# Сатаров Георгій Олександрович
Георгій Олександрович Сатаров (* 22 серпня 1947, Москва, РРФСР) — російський політичний і громадський діяч, аналітик, публіцист, політолог, соціолог, професор Північно-Кавказької академії державної служби. Президент Фонду прикладних політичних досліджень «Інформатика для демократії».
Працював помічником президента Росії Бориса Єльцина (1994–1997), співголовою Всеросійського громадянського конгресу (2004–2008).

## Освіта, наукова та політична діяльність
Навчався на художника по світлу в театрально-художньому училищі, дипломну роботу робив для вистави в Театрі Маяковського.
В 1972 році закінчив вечірнє відділення математичного факультету Московського державного педагогічного інституту імені Леніна за фахом «математика і програмування». Кандидат технічних наук (1975), тема дисертації: «Багатомірне шкалювання при аналізі дихотомічних даних про соціально-економічних системах».
З 1972 по 1990 працював в альма-матер на посадах від молодшого наукового співробітника до керівника сектора в дослідницькій лабораторії; займався застосуванням математики (насамперед прикладної математичної статистики) в педагогіці, психології, соціології, історії, політології.
В 1990 році створив разом з Сергієм Станкевичем Центр прикладних політичних досліджень «Інформатика для демократії», який очолював до весни 1993 року, з 1995 року — науковий керівник Центру.
У жовтні 1997 обраний Президентом створонего на базі Центрц Фонду. Автор понад 200 наукових робіт у сфері прикладної математики, політології, соціології, багатьох газетних і журнальних публікацій. З 1999 викладає в Московському державному університеті на факультеті державного управління.
У 1999–2000 роках проекти Фонду з протидії корупції підтримувалися Світовим банком, через який фонд отримував гранти від данського уряду.
З грудня 2003 року виступав в Школах публічної політики — організаціях, створених благодійним фондом «Відкрита Росія» (засновник фонду — Михайло Ходорковський глава компанії «ЮКОС»). У квітні — вересні 2004 року здійснив низку поїздок по регіонах Росії, на яких читав лекції. Ці поїздки також фінансувалися «Відкритою Росією».
Член Ради із зовнішньої і оборонної політики, член громадської експертної ради Світового банку з проблем державного управління та корупції. Автор досліджень з проблем корупції в сучасній Росії.
Професор кафедри державного управління Російської академії народного господарства та державної служби при Президенті РФ.